# 罗罗 (足球运动员)
罗罗（阿拉伯语：كورييا ديوس كارفاليو ميغيل بيدرو；1990年8月6日—），是出生于葡萄牙的卡塔尔归化足球运动员，司职后卫。现效力于卡塔尔星级足球联赛俱乐部萨德，他也代表卡塔尔国家足球队。

## 荣誉

### 俱乐部
阿赫利
- 卡塔尔足球乙级联赛冠军：2012/13赛季

萨德
- 卡塔尔星级足球联赛冠军：2018/19赛季、2020/21赛季
- 卡塔爾酋長盃冠军：2014、2015、2017、2020
- 卡塔尔杯冠军：2017、2020、2021
- 卡塔爾星盃冠军：2019/20赛季
- 卡塔爾謝赫賈西姆盃冠军：2017、2019

### 国家队
維德角
- 葡語系運動會冠軍：2009

卡塔爾
- 亚足联亚洲杯冠军：2019、2023
- 國際足協阿拉伯盃季军：2021